# André Cognat
André Cognat, également connu sous le nom d'Antecume, né le 21 février 1938 à Pierre-Bénite (Rhône) et mort le 15 octobre 2021 à Antecume-Pata (Guyane), est un ouvrier lyonnais parti vivre en Guyane parmi les Wayanas en 1961.
Il a contribué à médiatiser les problèmes que connaissent les Amérindiens, notamment par ses livres et ses interventions dans plusieurs films documentaires ou ethnographiques.

## Biographie
Antécume est le nom d'adoption d'André Cognat parmi les Wayana. Il est à l'origine du village d'Antécume-Pata, sur les bords du fleuve Maroni, le plus gros village wayana. Marié depuis 1973 à Alasawani, Antecume est père d'un garçon, Lanaki (1979) et d'une fille, Kulilu (1984). Il est le président de l'association Yépé.
Il a aussi été un médiateur entre les autorités et le peuple amérindien. Il est protecteur et se veut le garant des coutumes, même si son autorité faiblit à cause de la « civilisation » et de l'ouverture au monde voulue par les plus jeunes.

## Engagement envers la communauté wayana

### Engagement scientifique
André Cognat est un expert indépendant qui a contribué à des relevés scientifiques comme la classification des noms vernaculaires des poissons d'eau douce de Guyane et leurs traductions en langue wayana ou encore à des relevés hydrologiques dans l'étude du Haut-Maroni

### Engagement politique
André Cognat est l'initiateur de la création de l'école d'Antécume-Pata ainsi que de l'apprentissage de la langue wayana à l'école dans les villages amérindiens. Il a grandement influencé le choix des Amérindiens Wayana dans la préservation de leur identité. Il s'engage, au côté de Jean Hurault, dans un combat contre l'assimilation culturelle et politique de la France envers le peuple Wayana, dénonçant notamment le système des homes indiens. Il s'insurge contre les ravages que peut causer l'alcool, comme l'augmentation des suicides.

### Engagement social
André Cognat est un médiateur social qui a conscience de l'importance des études scientifiques tout en veillant à ce que soit pris en compte l'engagement éthique en anthropologie. Il fait comprendre à la société scientifique l'importance d'émettre un retour de leurs études au peuple wayana et aux Amérindiens en général et inversement, il sensibilise les Amérindiens à l'intérêt scientifique. Il est considéré par le peuple wayana et par les autres communautés comme un membre intégral de la communauté jusqu'à devenir le chef coutumier d'Antécume-Pata

## Témoignage d'un métropolitain devenu amérindien wayana
André Cognat a écrit le livre J'ai choisi d'être indien. Celui-ci se présente comme un récit de voyage avec d’importantes données ethnologiques dans le cadre d'une immersion dans la vie quotidienne amérindienne surtout chez les "Ouayanas" (l'auteur écrit Ouayana dans son livre, pour Wayana). Il décrit de la façon la plus neutre possible, grâce à une observation participante, ce qu’il voit, ce qu’il ressent, ce qu’il vit, s'assimilant de plus en plus à la culture amérindienne ouayana. Il participe ainsi à la cérémonie du Maraqué, il observe des séances de soins effectuées par le Chaman et d’autres rituels. Ce récit montre la vie humaine en forêt amazonienne dans ses échanges commerciaux mais aussi interculturels effectués au quotidien.
Le nom amérindien “Antécume” signifie André mais veut aussi dire qu’il fait maintenant partie des Amérindiens ouayana. De ce fait, il se retrouve à être le médiateur et même le porte-parole des Amérindiens. Il dit aussi être le premier à avoir fait la remontée seul du Haut Oyapock en six jours et demi. Il participe bénévolement au recensement de villages amérindiens au Brésil et remet lui-même ses données au SPI (Service de Protection des Indiens) de Belém au Brésil.
Dans son livre, André Cognat nous confronte à un véritable choc culturel. Il explique que beaucoup de préjugés sur les Amérindiens sont faux. Il critique le manque de considération des instances supérieures qui ne prennent pas au sérieux le cas des Amérindiens. Entre alcoolisme, prostitution et travail abusif, André Cognat a pu lui-même se rendre compte des conséquences des apports de la société occidentale chez les Amérindiens.

## Œuvres
- André Cognat, J’ai choisi d’être indien, Paris, Éditions Flammarion, coll. « L'Aventure vécue », 1967, 250 p.
- André Cognat, Antecume ou une autre vie, Paris, Éditions Robert Laffont, 1977, 337 p.
- André Cognat, J’ai choisi d’être indien, collection Vivre Là-Bas, Paris, Éditions L’Harmattan, 2000.
- Film documentaire :   Une autre vie, chronique de quelques indiens Wayana.